# Wagarang
Wagarang est un village du Sénégal situé en Basse-Casamance. Il fait partie de la communauté rurale de Djinaky, dans l'arrondissement de Kataba 1, le département de Bignona et la région de Ziguinchor, et est voisin de Brikamanding à l'ouest.
Lors du dernier recensement (2002), le village comptait 273 habitants et 38 ménages.